# Nava de Santullán
Nava de Santullán ist ein spanischer Ort in der Provinz Palencia der Autonomen Gemeinschaft Kastilien und León. Der Ort gehört zu Barruelo de Santullán, er befindet sich fünf Kilometer südöstlich vom Hauptort der Gemeinde. Nava de Santullán ist über die Straße PP-2123 zu erreichen.

## Sehenswürdigkeiten
- Romanische Kirche San Juan Evangelista

## Weblinks

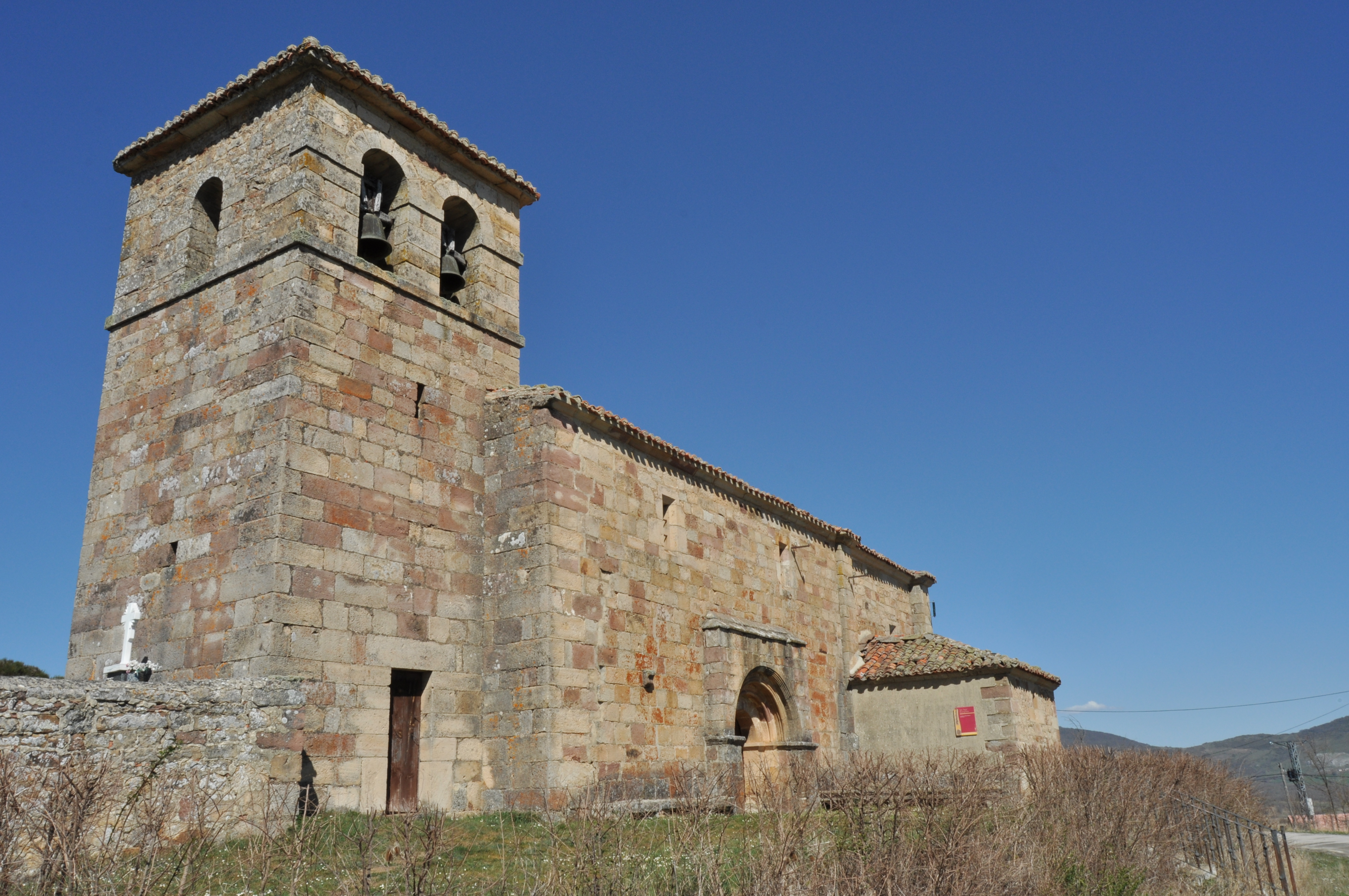
Kirche San Juan Evangelista